# Conway Twitty
Conway Twitty (* jako Harold Lloyd Jenkins; 1. září 1933 Friars Point, Mississippi, USA – 5. června 1993 Springfield, Missouri) byl americký zpěvák a kytarista.
Ve svých deseti letech se přestěhoval do Heleny v Arkansasu, kde později i zahájil svou hudební kariéru. Za svou kariéru měl několik úspěšných hitů, mezi největší patří píseň Hello Darlin'.